# Chuquiraga spinosa
Huamanpinta (Chuquiraga spinosa) es una especie de planta con flor de la familia Asteraceae. Es originaria del Perú y Bolivia, además de ser utilizada en la medicina tradicional de esos países.

## Taxonomía
Chuquiraga spinosa fue descrita por Christian Friedrich Lessing y publicada en Linnaea 5: 259 en 1830.
Sinonimia
- Chuquiraga rotundifolia Wedd.
- Chuquiraga spinosa var. spinosa
- Chuquiraga spinosa subsp. spinosa[2]

## Importancia económica y cultural
Es una planta utilizada en la medicina tradicional en Perú como depurativa, diurética y para tratar las inflamaciones renales, hepáticas y de próstata.

### Metabolitos secundarios
Se ha identificado la presencia de  ácidos fenólicos, flavonoides, saponinas, alcaloides, taninos y esteroides en el extracto etanólico de las partes aéreas de la planta.

### Estudios científicos
Estudios in vitro del 2005 en Lima han determinado las propiedades antioxidantes de 53 extractos etanólicos de 40 plantas utilizadas en la medicina tradicional peruana a partir de diferentes partes de la plantas (raíz, flores, tallos, hojas, corteza). Se demostró la actividad antioxidante de 21 de los extractos, entre ellos el de C. spinosa.
Se han comprobado en estudios in vivo de 2010 las propiedades antioxidantes y antiinflamatorias del extracto metanólico. En otros estudios in vivo del 2017 se comprobó el efecto protector del extracto etanólico contra el cáncer de próstata inducido por N-metil-nitrosourea y en la línea celular DU145.